# Sukamajukaler
Sukamajukaler is een bestuurslaag in het regentschap Kota Tasikmalaya van de provincie West-Java, Indonesië. Sukamajukaler telt 9728 inwoners (volkstelling 2010).